# リアルド
リアルド（伊: Riardo）は、イタリア共和国カンパニア州カゼルタ県にある、人口約2,200人の基礎自治体（コムーネ）。

## 地理

### 位置・広がり

#### 隣接コムーネ
隣接するコムーネは以下の通り。
- ピエトラメラーラ
- ピエトラヴァイラーノ
- ロッケッタ・エ・クローチェ
- テアーノ
- ヴァイラーノ・パテノーラ

### 気候分類・地震分類
リアルドにおけるイタリアの気候分類 (it) および度日は、zona C, 1344 GGである。
また、イタリアの地震リスク階級 (it) では、zona 2 (sismicità media) に分類される。